# Torodora
Torodora är ett släkte av fjärilar. Torodora ingår i familjen Lecithoceridae.

## Dottertaxa tillTorodora, i alfabetisk ordning[1]
- Torodora aenoptera
- Torodora antisema
- Torodora arcifera
- Torodora artiasta
- Torodora bracculata
- Torodora caligula
- Torodora calligrapha
- Torodora carcerata
- Torodora characteris
- Torodora chlorobapta
- Torodora comata
- Torodora convexa
- Torodora corsota
- Torodora defracta
- Torodora dentijuxta
- Torodora diakonoffi
- Torodora digna
- Torodora dinosigna
- Torodora eupatris
- Torodora flavescens
- Torodora forsteri
- Torodora frustans
- Torodora glyptosema
- Torodora hepatisma
- Torodora hoenei
- Torodora hybrista
- Torodora invariella
- Torodora isomila
- Torodora leucochlora
- Torodora macrosigna
- Torodora metasaris
- Torodora nyctiphron
- Torodora octavana
- Torodora octosperma
- Torodora opportuna
- Torodora orocola
- Torodora oxalea
- Torodora parallactis
- Torodora parallela
- Torodora parthenopis
- Torodora pellax
- Torodora phoberopis
- Torodora protrocha
- Torodora retardata
- Torodora rhamphasta
- Torodora roesleri
- Torodora serpentina
- Torodora sortilega
- Torodora spilotella
- Torodora strophopa
- Torodora sympelax
- Torodora syrphetodes
- Torodora tenebrata
- Torodora thraneuta
- Torodora torrifacta
- Torodora trigona
- Torodora tripustulata
- Torodora typhlopis
- Torodora virginopis